# Bereżanka (rejon krzemieniecki)
Bereżanka (ukr. Бережанка) – wieś na Ukrainie, w obwodzie tarnopolskim, w rejonie krzemienieckim.
Znajduje tu się przystanek kolejowy Bereżanka, położony na linii Szepetówka – Tarnopol.
Wschodnią część wsi stanowi dawniej odrębna wieś i gromada Domaninka Duża.